# São Tomaz (Belo Horizonte)
São Tomaz é um bairro da Região Norte de Belo Horizonte.

## Bairros vizinhos
- São Bernardo
- Itapoã
- Jaraguá.